# Xã Mantua, Quận Monroe, Iowa
Xã Mantua (tiếng Anh: Mantua Township) là một xã thuộc quận Monroe, tiểu bang Iowa, Hoa Kỳ. Năm 2010, dân số của xã này là 533 người.